# Pere Devesa
Pere Devesa fou un orguener espanyol del segle XIV. És tenen noticies de la seva activitat entre 1379 i 1386. Va ser “Mestre de struments” de Barcelona i va construir un orgue per a la catedral de Barcelona. Va treballar al servei de Joan d'Aragó com a constructor d’instruments.